# Manon
Manon – pięcioaktowa opera Jules’a Masseneta do libretta Henriego Meillaca i Philippe’a Gille’a według powieści Historia kawalera des Grieux i Manon Lescaut Antoine’a-François Prévosta d’Exiles’a. Prapremiera 19 stycznia 1884 w Opéra-Comique w Paryżu.

## Recepcja
Swoistym dopełnieniem historii przedstawionej w Manon jest jednoaktowy Portret Manon tego samego kompozytora.

## Osoby
- Manon Lescaut – sopran
- Kawaler des Grieux – tenor
- Lescaut, kuzyn Manon – baryton
- Hrabia des Grieux, ojciec kawalera – bas
- Guillot Morfontaine, kochanek Manon – tenor
- Pan de Brétigny – baryton
- Pousette – sopran
- Rosette – mezzosopran
- Javotte – mezzosopran
- Sierżant – baryton

## Treść
Miejsce i czas akcji: Francja za panowania Ludwika XV.

### Akt I
W Amiens. Przed zajazd pocztowy podjeżdża dyliżans, z którego wysiada młoda dziewczyna Manon, udająca się do klasztoru. Pod nieuwagę swego kuzyna wdaje się w rozmowę z kawalerem des Grieux. Młodzi szybko przypadają sobie do gustu i postanawiają razem uciec do Paryża.

### Akt II
W Paryżu wiodą skromne życie, które nie zadowala dziewczyny. Pod nieobecność kochanka odwiedza Manon jego ojciec – hrabia des Grieux – i namawia do opuszczenia kawalera.

### Akt III
Manon opływa w luksusy u boku swego podstarzałego protektora – Guillota Morfontaine’a. Tymczasem des Grieux przyjął święcenia kapłańskie. Słuchając jego kazania w kościele św. Sulpicjusza, Manon postanawia odzyskać kochanka, który porzuca dla niej stan duchowny.

### Akt IV
Manon i des Grieux prowadzą hulaszczy tryb życia, większą część dnia spędzając na grze w kasynie. Des Grieux wygrywa w faraona dużą sumę od Morfontaine’a, który oskarża go o oszustwa, a Manon o nierząd. Zostają aresztowani przez policję. 

### Akt V
Des Grieux za sprawą swego możnego i wpływowego ojca zostaje uwolniony, natomiast Manon skazana na deportację do Luizjany. Des Grieux wraz z jej kuzynem Lescautem przekupują straże, by uwolnić Manon, ale wyczerpana przejściami umiera w ramionach kochanka.